# Belier

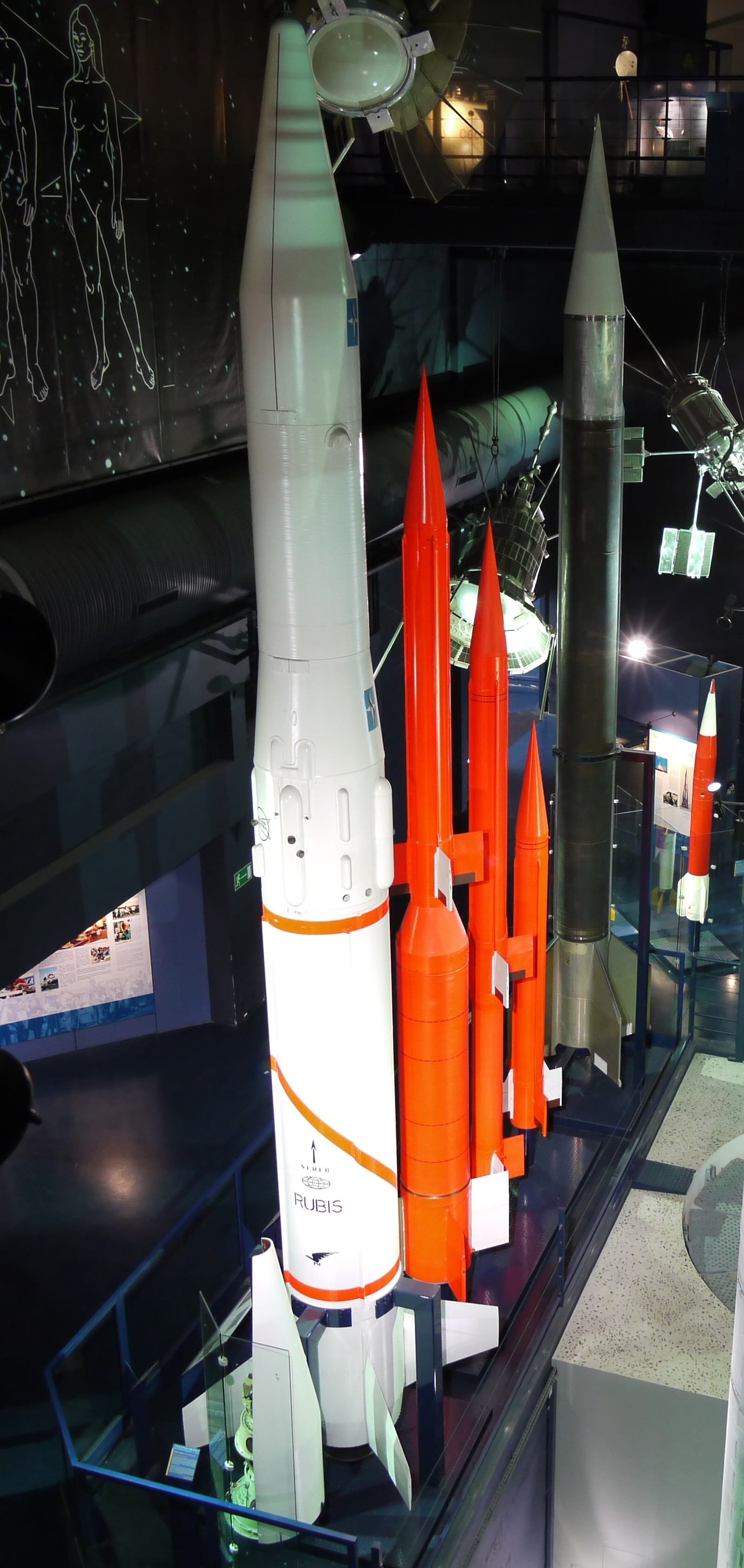
Un cohete Belier (a la izquierda) junto a otros ejemplares expuesto en el museo del aire y el espacio Le Bourget (Francia)

Belier fue el nombre de una familia de cohetes sonda franceses propulsados por combustible sólido, comenzados a desarrollar a finales de los años 1950 y fabricados por Sud Aviation para el CNET utilizando tecnología desarrollada para misiles. Tanto India como Pakistán obtuvieron licencias para fabricar sus propias versiones, llegando a ser el comienzo de sus respectivos programas de cohetes. Se estabilizaban usando pequeños cohetes de combustible sólido situados en las aletas.

## Versiones

### Belier I
Versión básica, de una sola etapa propulsada por un motor Jericho utilizando 208 kg de propelente sólido con un impulso específico de 190 segundos. Se lanzaron 18 Belier I, el primero el 24 de mayo de 1961 y el último el 6 de noviembre de 1970.

#### Especificaciones
- Carga útil: 30 kg
- Apogeo: 80 km
- Empuje en despegue: 20 kN
- Masa total: 313 kg
- Diámetro: 0,31 m
- Longitud total: 4,01 m
- Envergadura: 0,78 m

### Belier II
Versión mejorada del Belier I, también de una sola etapa pero utilizando un combustible con mayor impulso específico, 205 segundos.

#### Especificaciones
- Carga útil: 30 kg
- Apogeo: 130 km
- Empuje en despegue: 21,5 kN
- Masa total: 352 kg
- Diámetro: 0,31 m
- Longitud total: 5,9 m
- Envergadura: 0,78 m

### Belier III
Versión mejorada, utilizando un motor Vega que quemaba 230,5 kg de propelente sólido con un impulso específico de 240 segundos. Se lanzaron cuatro, entre el 18 de marzo de 1968 y el 25 de septiembre de 1969.

#### Especificaciones
- Apogeo: 109 km
- Empuje en despegue: 20 kN
- Masa total: 400 kg
- Diámetro: 0,31 m
- Longitud total: 3,8 m

### Centaure 1
Cohete de dos etapas, en el que la etapa principal consistía en un cohete Venus cargado con 94 kg de propelente y la superior consistía en un Belier I. Se lanzaron nueve Centaure 1, el primero el 20 de mayo de 1968 y el último el 8 de abril de 1972.

#### Especificaciones
- Apogeo: 130 km
- Empuje en despegue: 44 kN
- Masa total: 600 kg
- Diámetro: 0,28 m
- Longitud total: 5,9 m

### Centaure 2A
Idéntico al Centaure 1, pero usando una etapa superior Belier II. Se lanzaron once, el primero el 17 de diciembre de 1969 y el último el 20 de febrero de 1974.

#### Especificaciones
- Empuje en despegue: 44 kN
- Masa total: 600 kg
- Diámetro: 0,28 m
- Longitud total: 5,9 m

### Centaure 2B
Versión del Centaure 2A. Se lanzaron 32, el primero el 19 de abril de 1967 y el último el 12 de febrero de 1981.

#### Especificaciones
- Apogeo: 146 km
- Empuje en despegue: 44 kN
- Masa total: 500 kg
- Diámetro: 0,28 m
- Longitud total: 6,3 m

### Centaure 2C
Se lanzaron 4 cohetes de esta versión, el primero el 12 de septiembre de 1974 y el último el 7 de marzo de 1975.

#### Especificaciones
- Apogeo: 146 km
- Empuje en despegue: 44 kN
- Masa total: 600 kg
- Diámetro: 0,28 m
- Longitud total: 5,9 m

### Dragon 1
Cohete de dos etapas, con una etapa principal Stromboli usando 686 kg de propelente y una etapa superior Belier I. Se lanzaron 37, cinco fallidos, el primero el 5 de diciembre de 1962 y el último el 13 de diciembre de 1972.

#### Especificaciones
- Carga útil: 60 kg
- Apogeo: 475 km
- Empuje en despegue: 75 kN
- Masa total: 1157 kg
- Diámetro: 0,56 m
- Longitud total: 7,1 m
- Envergadura: 1,23 m

### Dragon 2B
Cohete de dos etapas, con una etapa principal Stromboli y una superior Belier II. Se lanzaron 11, el primero el 15 de marzo de 1968 y el último el 28 de abril de 1972.

#### Especificaciones
- Apogeo: 440 km
- Empuje en despegue: 75 kN
- Masa total: 1200 kg
- Diámetro: 0,56 m
- Longitud total: 7 m

### Dragon 3
Cohete de dos etapas, con una etapa principal Stromboli y una superior Belier III. Se lanzaron 7, una fallida, el primero el 23 de julio de 1968 y el último el 17 de febrero de 1973.

#### Especificaciones
- Carga útil: 60 kg
- Apogeo: 560 km
- Empuje en despegue: 97 kN
- Masa total: 1190 kg
- Diámetro: 0,56 m
- Longitud total: 8,16 m

### Pegase
Proyectada versión de dos etapas, que nunca llegó a volar. Usaría una primera etapa más potente que cualquiera de las versiones anteriores y una tercera etapa Belier III

#### Especificaciones
- Carga útil: 60 kg
- Apogeo: 1000 km
- Masa total: 2047 kg
- Diámetro: 0,56 m
- Longitud total: 10,43 m
- Envergadura: 1,55